# Dekanat połocki (eparchia połocka i głębocka)
Dekanat połocki – jeden z dziesięciu dekanatów eparchii połockiej i głębockiej Egzarchatu Białoruskiego Patriarchatu Moskiewskiego.

## Parafie w dekanacie
- Parafia Wniebowstąpienia Pańskiego w Azinie
  - Cerkiew Wniebowstąpienia Pańskiego w Azinie
- Parafia św. Mikołaja Cudotwórcy w Babyniczach
  - Cerkiew św. Mikołaja Cudotwórcy w Babyniczach
- Parafia Narodzenia Najświętszej Maryi Panny w Bogatyrskiej
  - Cerkiew Narodzenia Najświętszej Maryi Panny w Bogatyrskiej
- Parafia św. Jerzego Zwycięzcy w Borowusze
  - Cerkiew św. Jerzego Zwycięzcy w Borowusze
- Parafia św. Wielkomęczennika Pantelejmona w Borowusze
  - Cerkiew św. Wielkomęczennika Pantelejmona w Borowusze
- Parafia św. Tichona w Farynowie
  - Cerkiew św. Tichona w Farynowie
- Parafia św. Jerzego Zwycięzcy w Homlu
  - Cerkiew św. Jerzego Zwycięzcy w Homlu
- Parafia św. Mikołaja Cudotwórcy w Kolektywnem
  - Cerkiew św. Mikołaja Cudotwórcy w Kolektywnem
- Parafia Ikony Matki Bożej ,,Wspomagająca Chlebem'' w Kuszlikach
  - Cerkiew Ikony Matki Bożej ,,Wspomagająca Chlebem'' w Kuszlikach
- Parafia Iwerskiej Ikony Matki Bożej w Myszczenie
  - Kaplica Iwerskiej Ikony Matki Bożej w Myszczenie
- Parafia Ikony Matki Bożej ,,Nieoczekiwana Radość" w Nowopołocku
  - Cerkiew Ikony Matki Bożej ,,Nieoczekiwana Radość" w Nowopołocku
- Parafia św. Michała Archanioła w Nowopołocku
  - Cerkiew św. Michała Archanioła w Nowopołocku
- Parafia św. Kseni Petersburskiej w Połocku
  - Cerkiew św. Kseni Petersburskiej w Połocku
- Parafia Objawienia Pańskiego w Połocku
  - Sobór Objawienia Pańskiego w Połocku
- Parafia Opieki Matki Bożej w Połocku
  - Cerkiew Opieki Matki Bożej w Połocku
- Parafia św. Wielkomęczennika Pantelejmona w Połocku
  - Cerkiew św. Wielkomęczennika Pantelejmona w Połocku
- Parafia św. Sergiusza Radoneskiego w Połocie
  - Cerkiew św. Sergiusza Radoneskiego w Połocie
- Parafia Przemienienia Pańskiego w Szpakowszczyźnie
  - Cerkiew Przemienienia Pańskiego w Szpakowszczyźnie
- Parafia Opieki Matki Bożej w Trudach
  - Cerkiew Opieki Matki Bożej w Trudach
- Parafia Spotkania Pańskiego i św. Serafina Sarowskiego w Wietrzynie
  - Cerkiew Spotkania Pańskiego i św. Serafina Sarowskiego w Wietrzynie
- Parafia Narodzenia Najświętszej Maryi Panny w Woroniczach
  - Cerkiew Narodzenia Najświętszej Maryi Panny w Woroniczach

## Galeria

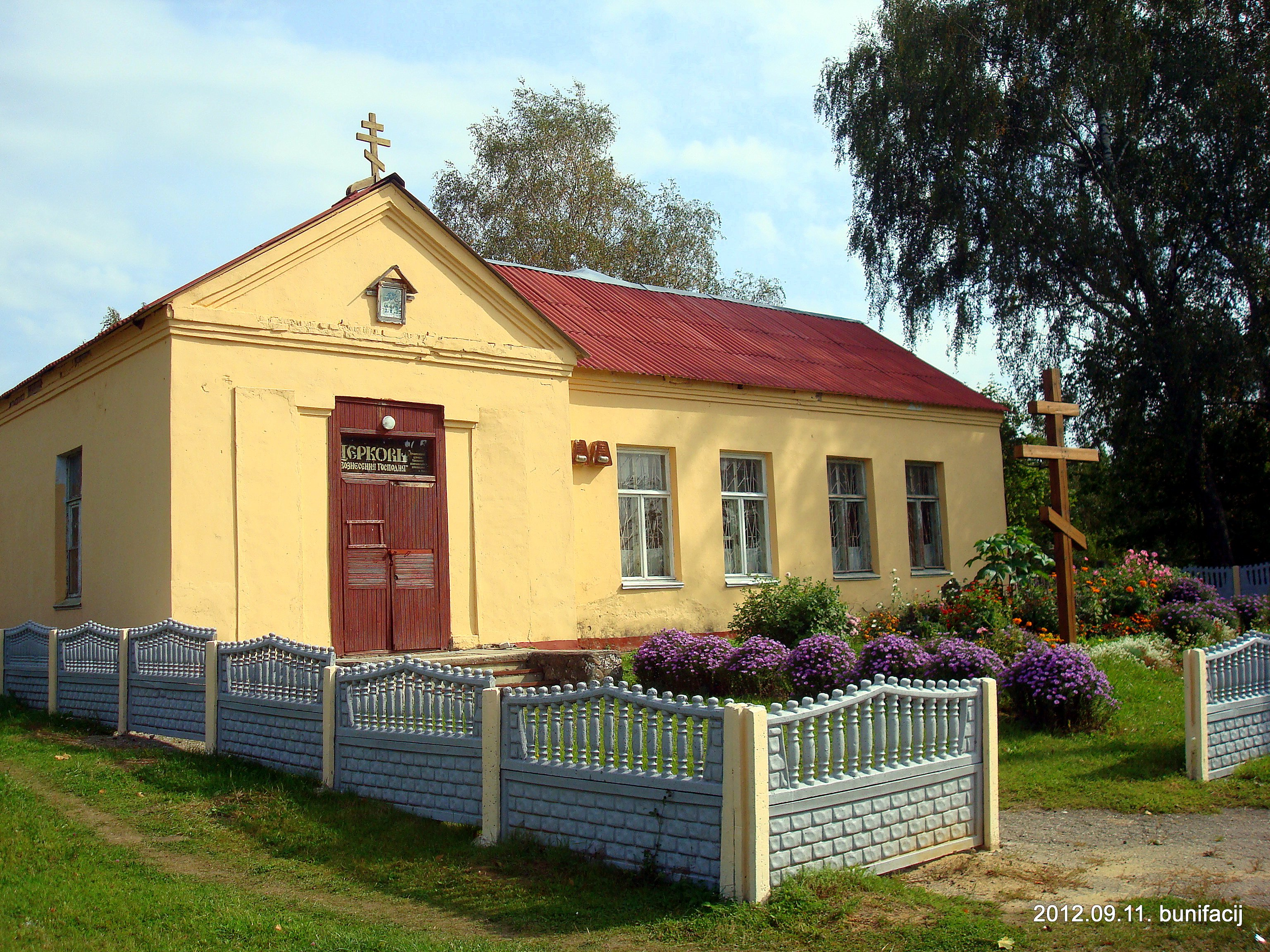
Cerkiew Wniebowstąpienia Pańskiego w Azinie
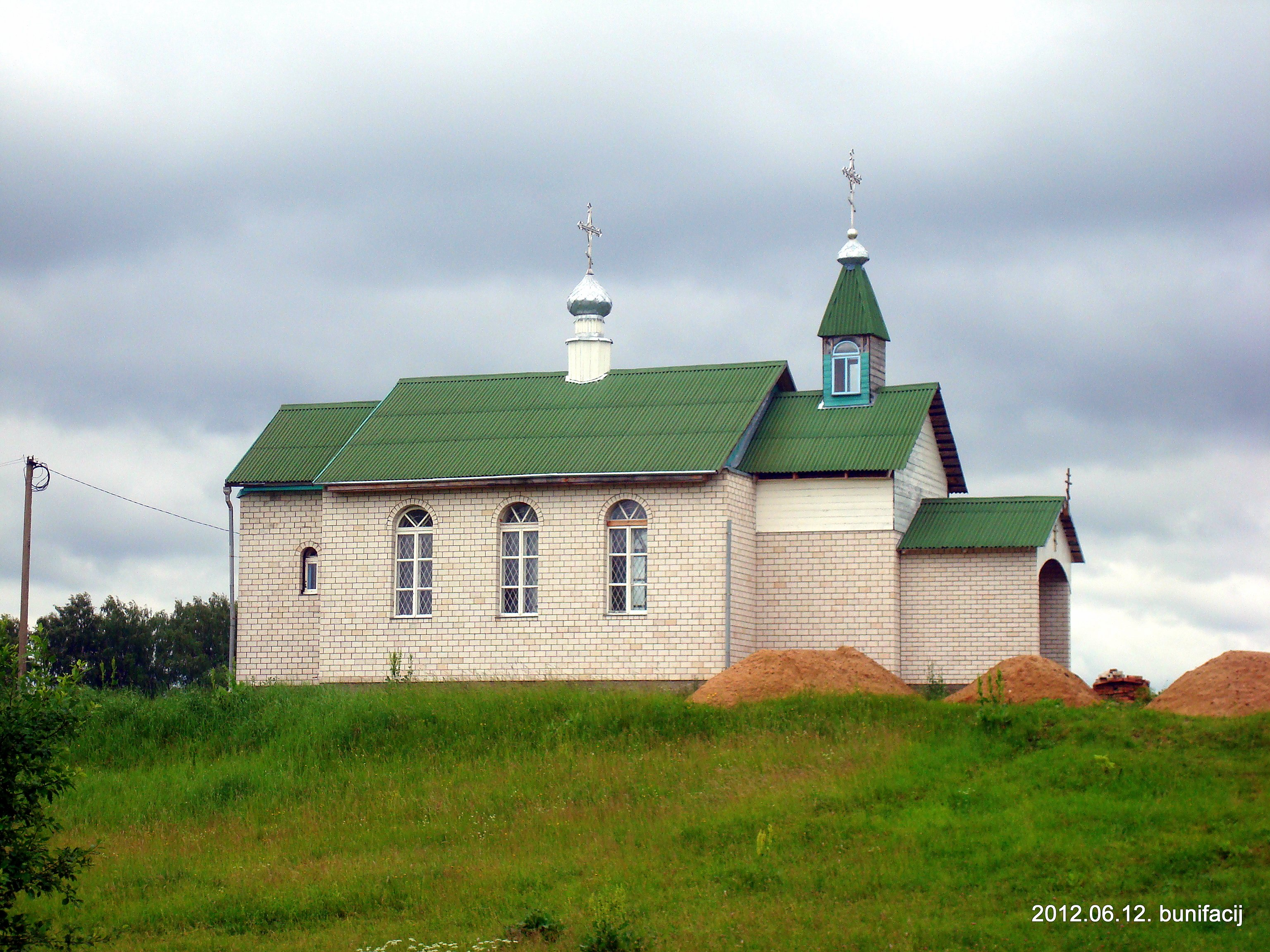
Cerkiew św. Mikołaja Cudotwórcy w Babyniczach
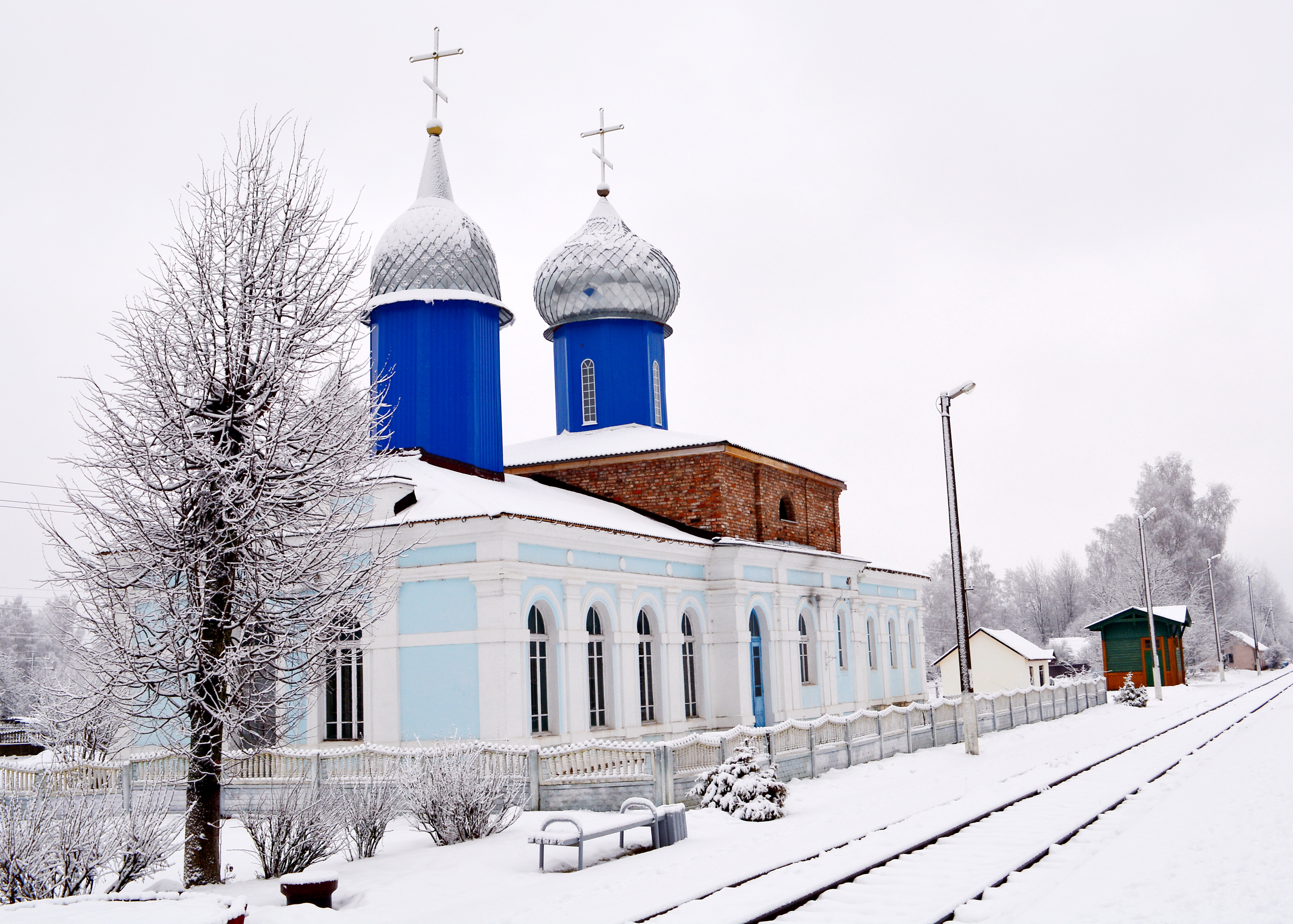
Cerkiew św. Tichona w Farynowie
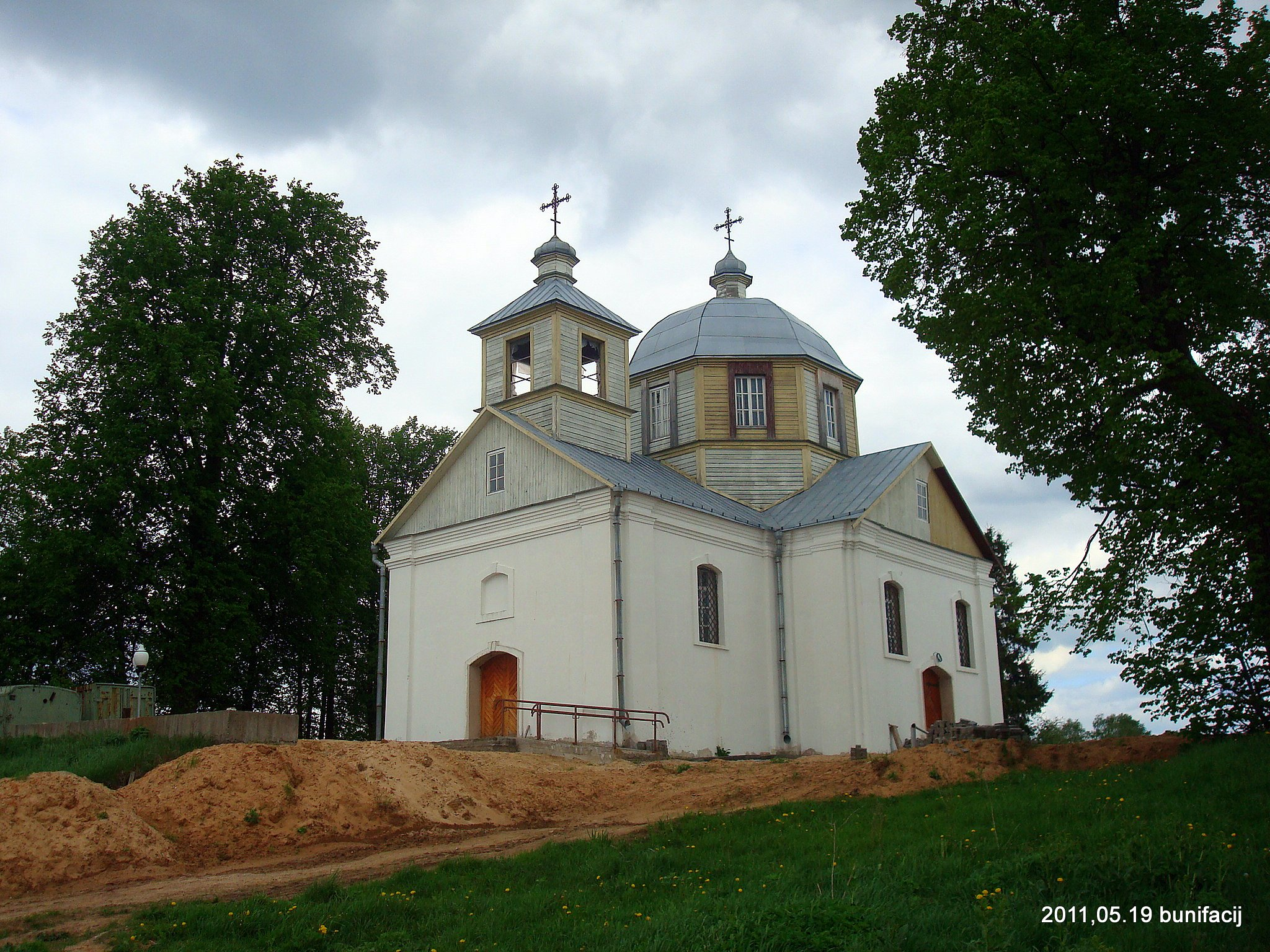
Cerkiew św. Mikołaja Cudotwórcy w Kolektywnem
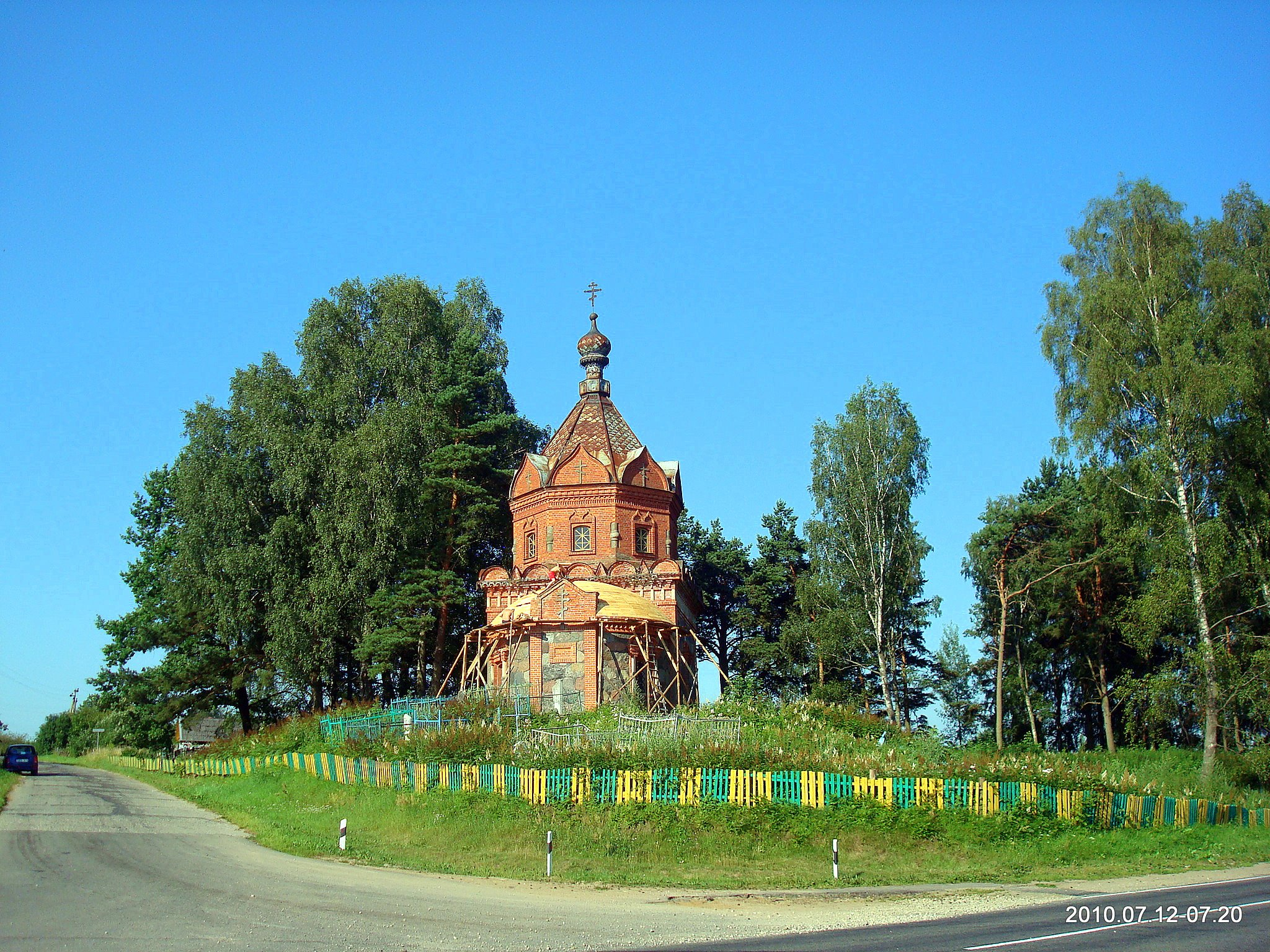
Kaplica Iwerskiej Ikony Matki Bożej w Myszczenie
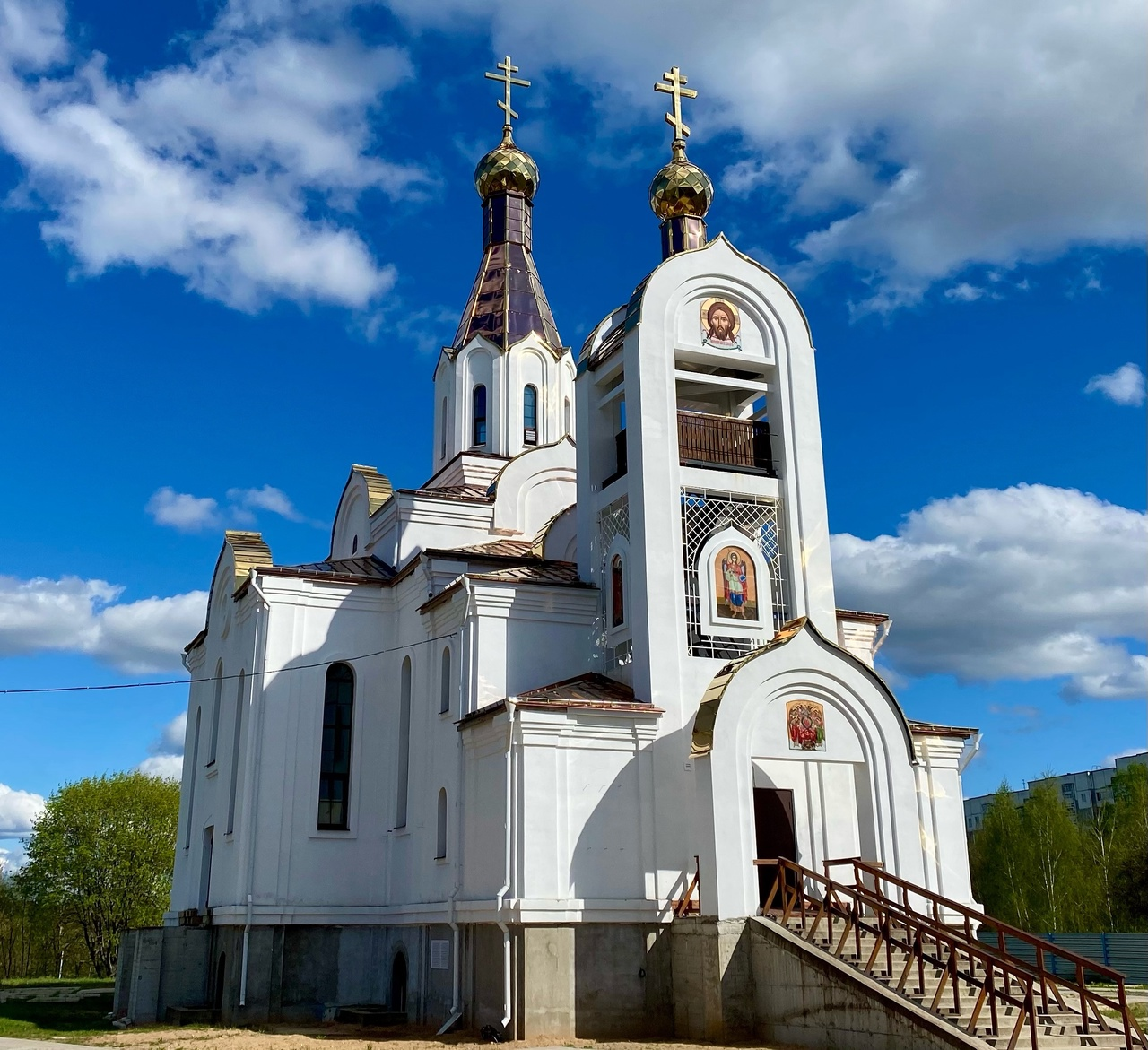
Cerkiew św. Michała Archanioła w Nowopołocku
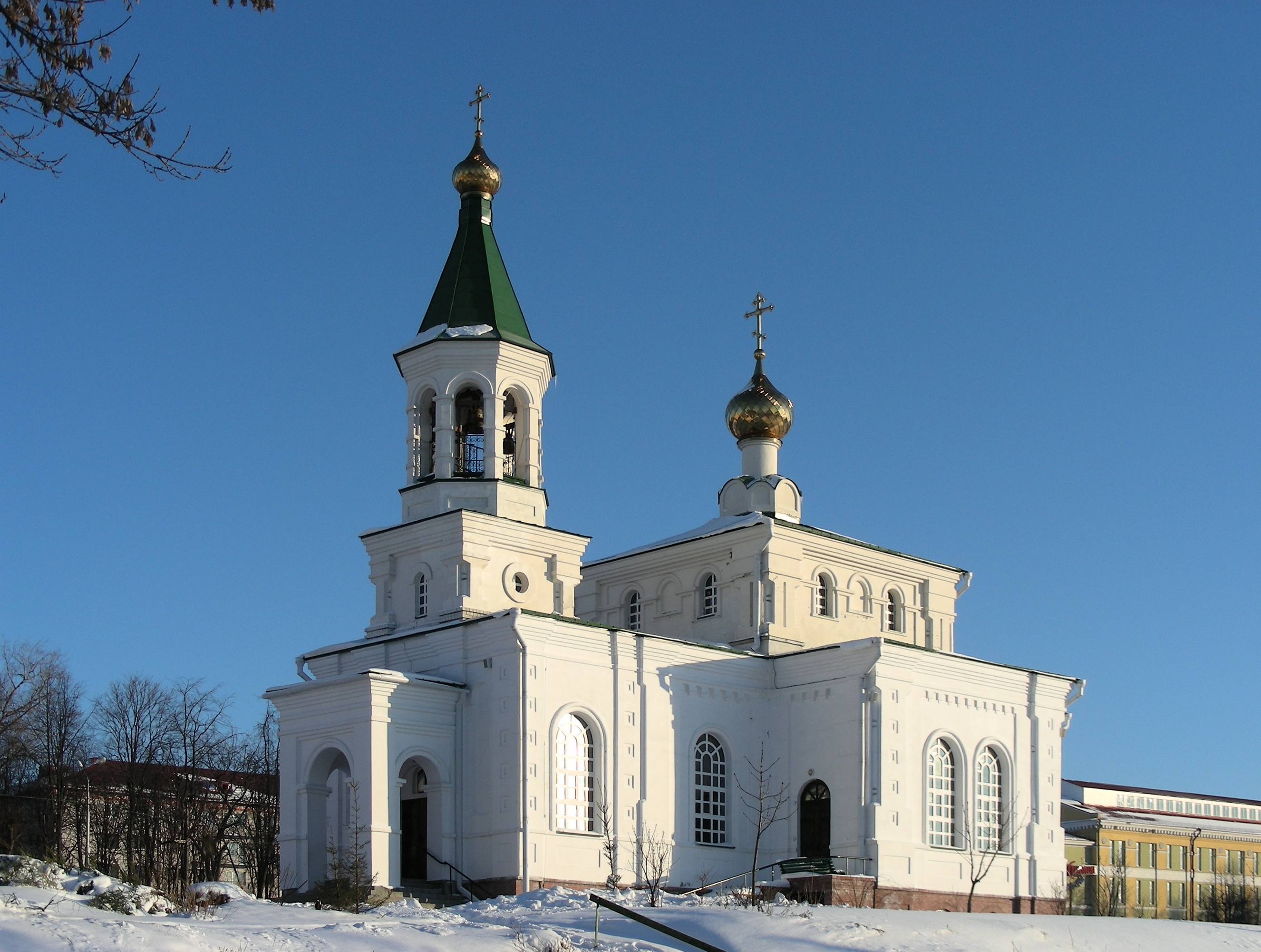
Cerkiew Opieki Matki Bożej w Połocku
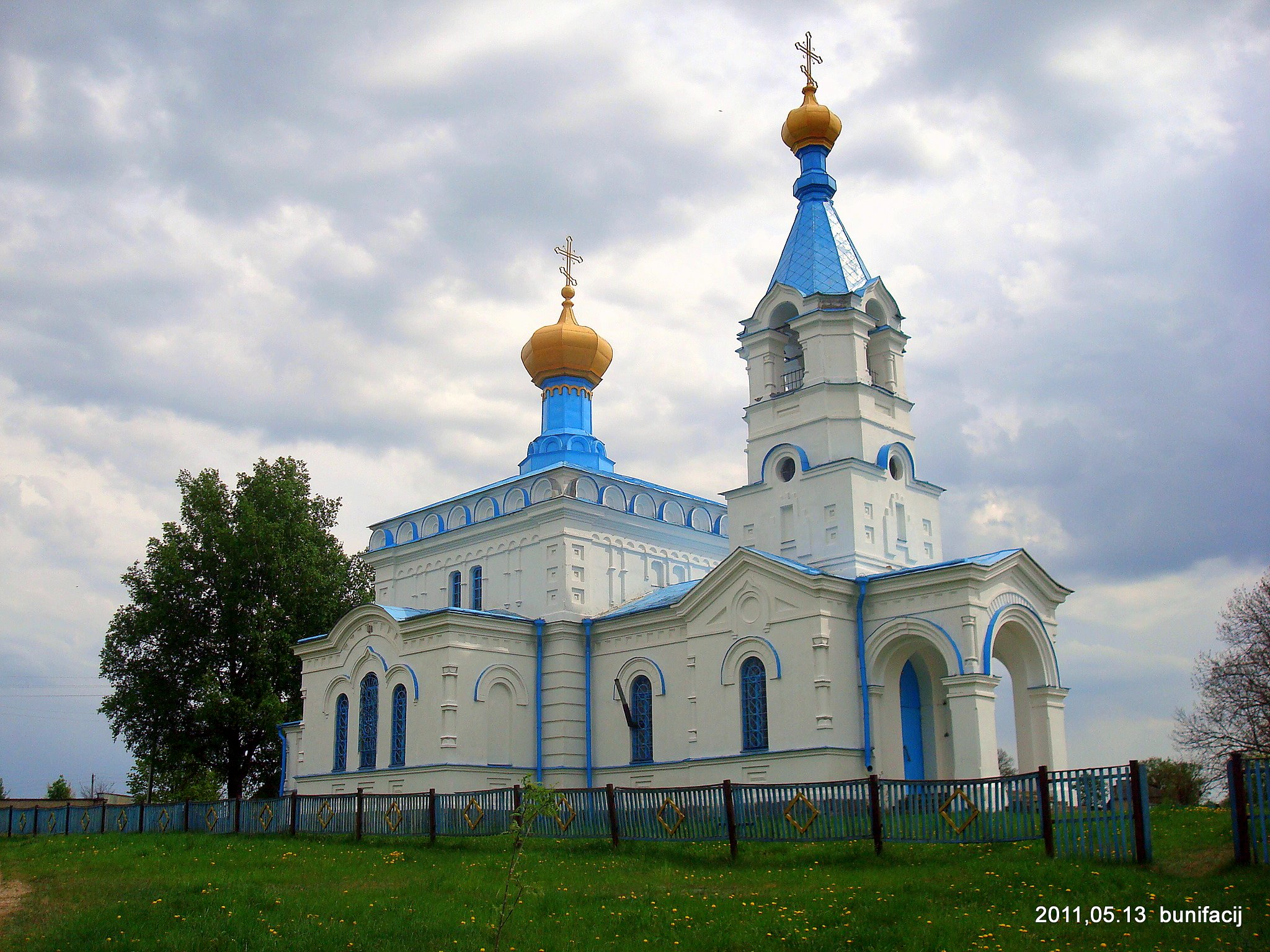
Cerkiew Przemienienia Pańskiego w Szpakowszczyźnie
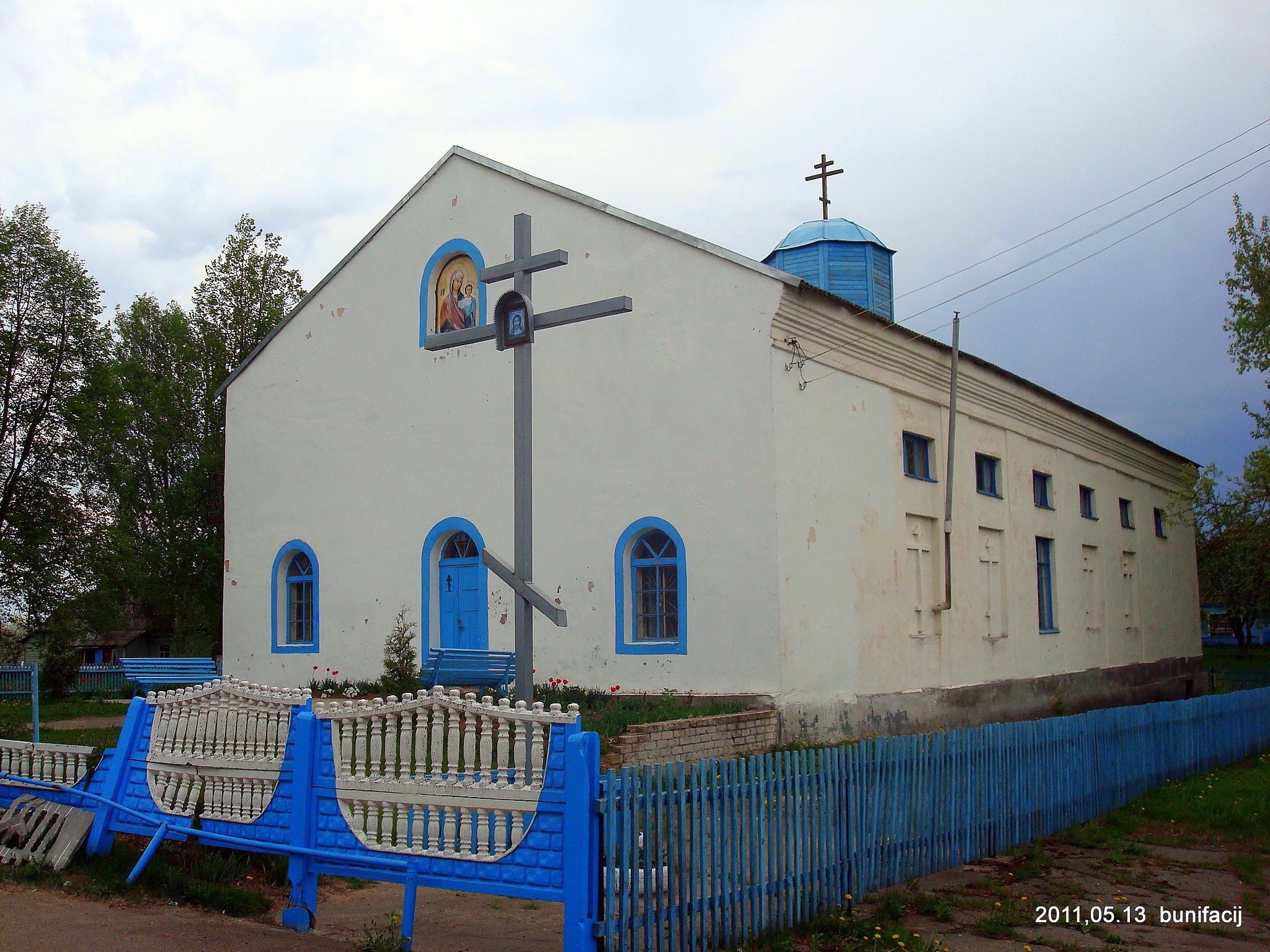
Cerkiew Spotkania Pańskiego i św. Serafina Sarowskiego w Wietrzynie